# The Circle (албум)
The Circle е единадесетият студиен албум на американската рок-група Бон Джоуви. Официалната дата на излизането му е 10 ноември 2009.

## Песни
1. We Weren't Born To Follow
2. When We Were Beautiful
3. Work For The Working Man
4. Superman Tonight
5. Bullet
6. Thorn In My Side
7. Live Before You Die
8. Brokenpromiseland
9. Love's The Only Rule
10. Fast Cars
11. Happy Now
12. Learn To Love

## Значение на заглавието
„Заглавието на албума може да има няколко значения“ – обяснява Джон Бон Джоуви. „Някой може да каже, че с този албум направихме пълния кръг. Друг – че кръгът е безкраен. За мен е трудно да вляза в кръг, а още по-трудно – да изляза“

## Премиери
- Германия – 30 октомври 2009
- Великобритания – 2 ноември 2009
- Япония – 4 ноември 2009
- Австралия – 6 ноември 2009
- Останалата част на Европа (без България) – 6 ноември 2009
- Франция – 9 ноември 2009
- Северна Америка и България – 10 ноември 2009